# Philip Hartman
Philip Hartman (16 de maio de 1915 – 28 de agosto de 2015) foi um matemático estadunidense, professor da Universidade Johns Hopkins, que trabalhou com equações diferenciais e introduziu o teorema de Hartman–Grobman. Teve o Número de Erdős 2.
Obteve um doutorado em 1938, orientado por Aurel Wintner.
Morreu em 28 de agosto de 2015 aos cem anos de idade.

## Publicações
- Hartman, Philip (2002) [1964], Ordinary differential equations, ISBN 978-0-89871-510-1, Classics in Applied Mathematics, 38, Philadelphia: Society for Industrial and Applied Mathematics, MR 1929104